# Morazzone

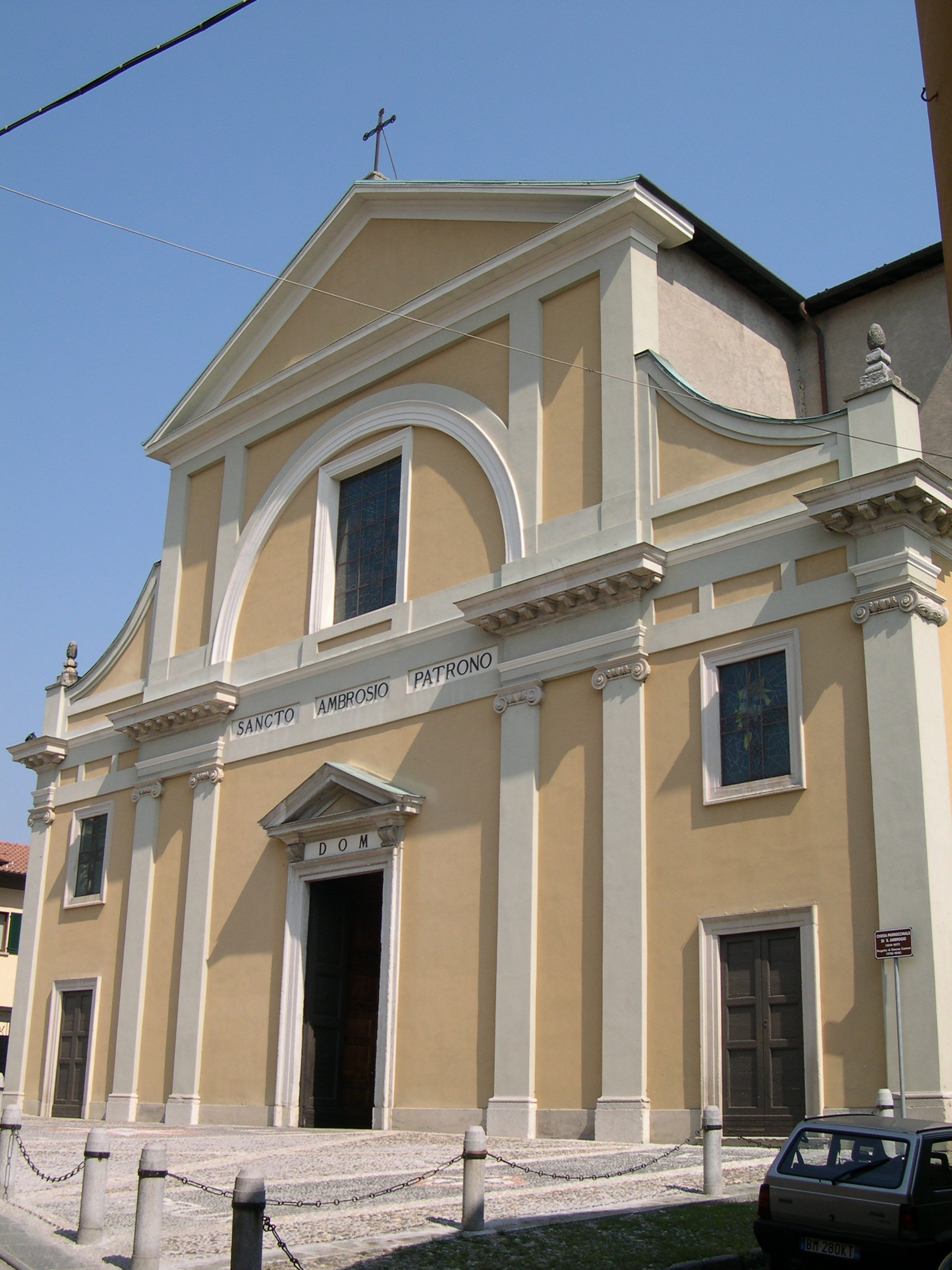
Die Ambrosiuskirche in Morazzone

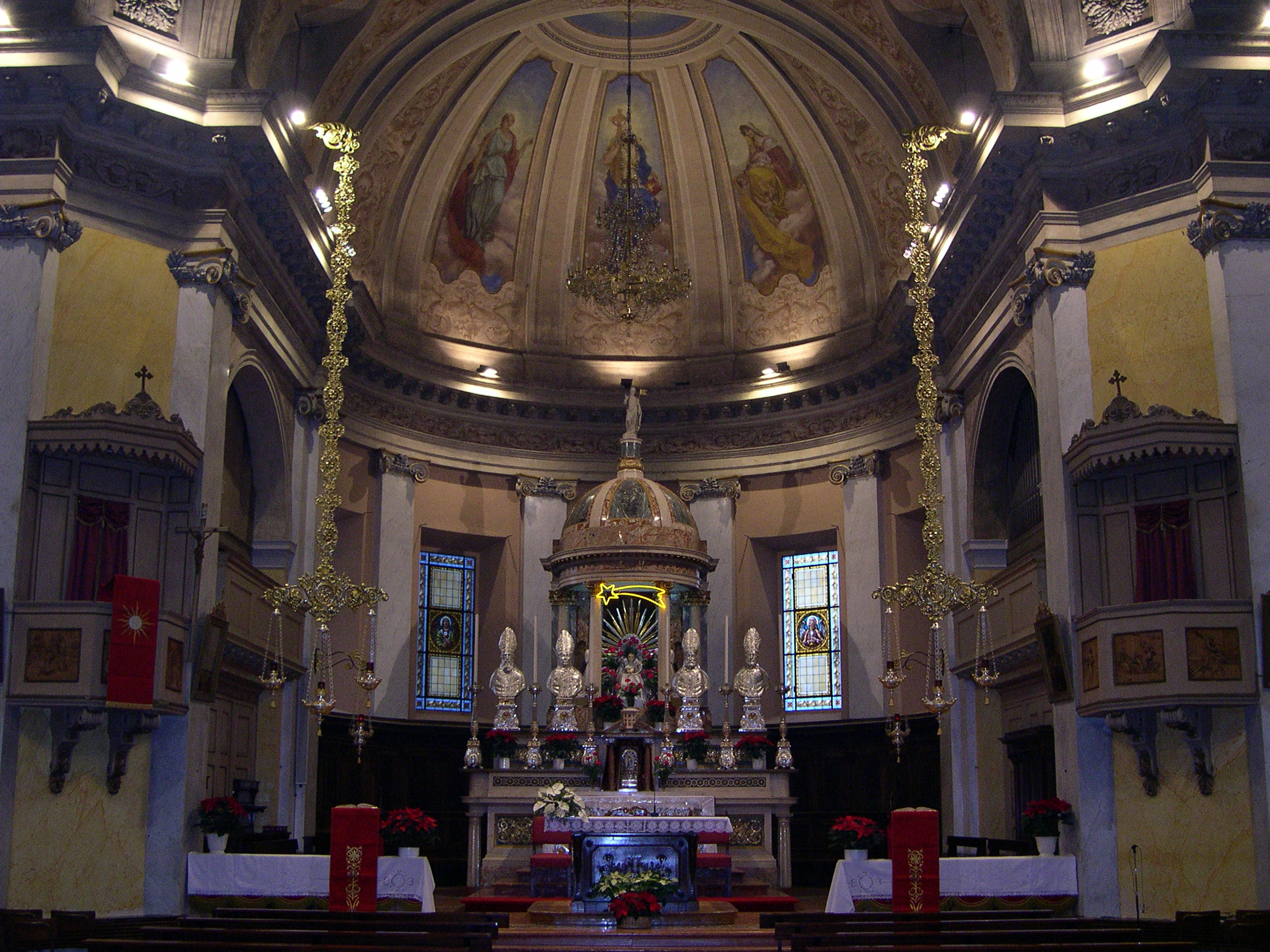
Ambrosiuskirche, Innenraum

Morazzone ist eine norditalienische Gemeinde (comune) in der Provinz Varese in der Lombardei. 

## Geographie
Die Gemeinde liegt etwa 5 Kilometer südlich von Varese an der Tenore und am Torrente Arno; Morazzone bedeckt eine Fläche von 5,48 km². Zu Morazzone gehören die Fraktionen Centro storico, Roccolo, Roncaccio, Mezzanella, Pagliate und Cuffia. Die Nachbargemeinden sind Brunello, Caronno Varesino, Castiglione Olona, Castronno, Gazzada Schianno, Gornate-Olona und Lozza.

## Geschichte
Der Ort Morazzone gewann an Bedeutung, als er Ende des 12. Jahrhunderts eine Festung der Stadt Mailand wurde. Morazzone war später an den endlosen Kämpfen zwischen den Visconti und den Torriani beteiligt und verfolgte die Ereignisse um das Kastrum von Castelseprio, das 1287 vom Mailänder Erzbischof Ottone Visconti zerstört wurde.
Innerhalb weniger Jahrzehnte wurde die Lombardei von der spanischen Krone besetzt. Morazzone wurde am 19. August 1647 eingenommen, nachdem die Entscheidung des Königreichs Spanien gefallen war, die freien Länder der Lombardei zu besetzen. Morazzone kehrte nach der instabilen politischen und sozialen Situation der napoleonischen Periode zur Stabilität zurück, als es unter österreichischer Regierung an die Gemeinde Caronno Ghiringhello angeschlossen wurde. Am 26. August 1848 war der Ort Schauplatz bewaffneter Kämpfe zwischen einem kleinen Kontingent von Giuseppe Garibaldi und österreichischen Truppen.
Mit der Gründung der Provinz Varese im Jahr 1927 verließ Morazzone die Provinz Como, zu der es seit 1801 gehört hatte, und wurde Teil der neuen Provinz.

## Bevölkerung
| Bevölkerungsentwicklung | Bevölkerungsentwicklung | Bevölkerungsentwicklung | Bevölkerungsentwicklung | Bevölkerungsentwicklung | Bevölkerungsentwicklung | Bevölkerungsentwicklung | Bevölkerungsentwicklung | Bevölkerungsentwicklung | Bevölkerungsentwicklung | Bevölkerungsentwicklung | Bevölkerungsentwicklung | Bevölkerungsentwicklung | Bevölkerungsentwicklung | Bevölkerungsentwicklung |
| ----------------------- | ----------------------- | ----------------------- | ----------------------- | ----------------------- | ----------------------- | ----------------------- | ----------------------- | ----------------------- | ----------------------- | ----------------------- | ----------------------- | ----------------------- | ----------------------- | ----------------------- |
| Jahr                    | 1574                    | 1597                    | 1751                    | 1805                    | 1853                    | 1859                    | 1881                    | 1901                    | 1921                    | 1951                    | 1971                    | 2001                    | 2011                    | 2021                    |
| Einwohner               | 434                     | 359                     | 827                     | 938                     | *1259                   | 1378                    | 1583                    | 1759                    | 1931                    | 2185                    | 3744                    | 4187                    | 4303                    | 4246                    |

- 1809 Fusion mit Caronno Ghiringhello

## Verkehr
Der Bahnhof Gazzada-Schianno-Morazzone liegt an der Bahnstrecke Gallarate–Varese, allerdings nicht in Morozzone, sondern in der Nachbargemeinde Gazzada Schianno.

## Gemeindepartnerschaft
- Wimblington, Cambridgeshire (seit 2007)

## Sehenswürdigkeiten
- Pfarrkirche, 1814–1817 erbaut. Die Dokumente zeigen, dass der Pfarrer Don Francesco Pesenti um 1810 den Bau einer größeren Kirche für notwendig hielt und den Entwurf dem Architekten Simone Cantoni (1739–1818) übergab.
- Oratorium San Giuseppe 1907 wurde neben der linken Seite der Kirche erbaut; im Inneren befinden sich alte Mauern der früheren Kirche aus dem 16. Jahrhundert mit dem Fresko Sant’Ambrogio (16. Jahrhundert), das dem Pier Francesco Mazzucchelli namens Il Morazzone oder der Schule zugeschrieben wird.
- Kirche Santa Maria Madre wurde wahrscheinlich im 15. Jahrhundert auf einer früheren Kapelle erbaut, die mindestens aus dem 13. Jahrhundert stammt, wie die Wandabschnitte zeigen, die bei der jüngsten Restaurierung 1987–1988 ans Licht kamen. Im Inneren befinden sich Votivbilder aus dem 15. und 16. Jahrhundert: Rochus von Montpellier neben einem Krippenfragment (mit dem wertvollen Sank Joseph), einer mit thronenden Madonna mit Kind, den heiligen Antonius der Große (Schutzpatron der Bauern) und den Resten einer Figur eines heiligen Bischofs (Ambrogio?). Ein Überrest einer Kreuzigung wird über die Seitentür getragen. Über den Altären der Apsis und der Kapelle auf der linken Seite befinden sich eine Madonna mit Kind und im Apsis Sant’Antonio Abate.
- Kirche Santa Maria Maddalena (Überreste)
- Glockenturm erbaut zwischen 1582 und 1646 neben der Kirche Sant’Ambrogio. Der Bau dauerte 64 Jahre, da es an Mitteln fehlte, die von den Gläubigen von Morazzone durch ihre Opfergaben aufgebracht worden waren. Die fünf Glocken 1859 von der Gießerei Felice Bizzozero in Varese gegossen worden.
- Geburtshaus Pier Francesco Mazzucchelli
- Denkmal der Schlacht 26. August 1848 zwischen Anhängern Giuseppe Garibaldis und Österreichern.

## Persönlichkeiten
- Pier Francesco Mazzucchelli genannt il Morazzone (* 29. Juli 1573; † um 1625), Maler und Freskant